# Aizuwakamatsu
Aizuwakamatsu (jap. 会津若松市 Aizu-Wakamatsu-shi) – miasto w Japonii, w zachodniej części prefektury Fukushima, w północnej części wyspy Honsiu (Honshū). Ma powierzchnię 382,97 km². W 2020 r. mieszkało w nim 117 376 osób, w 48 876 gospodarstwach domowych  (w 2010 r. 126  220 osób, w 47 813 gospodarstwach domowych) .

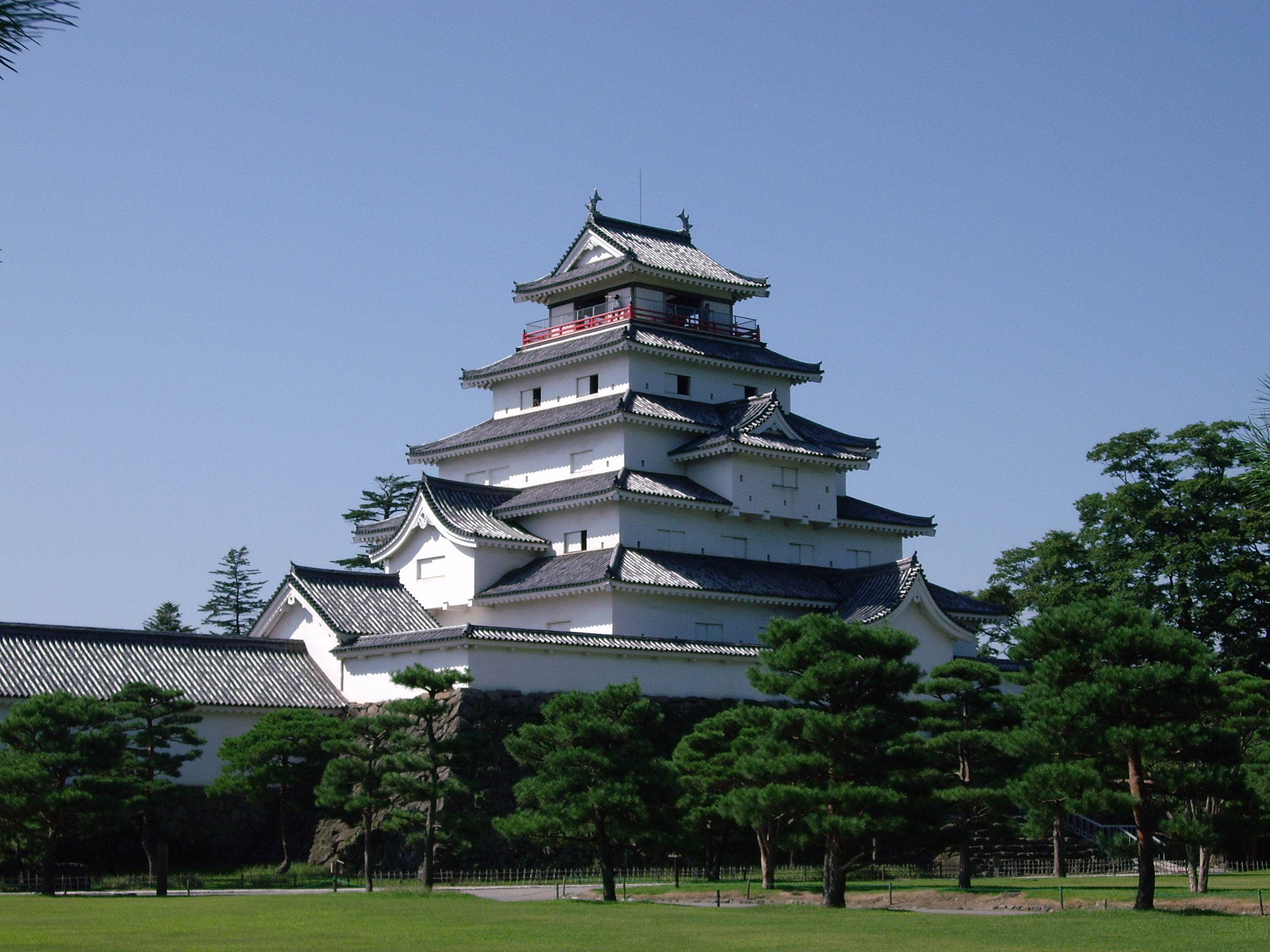
Zamek Aizuwakamatsu

W centrum miasta znajduje się Zamek Aizuwakamatsu.
W mieście rozwinęło się hutnictwo metali nieżelaznych oraz przemysł bawełniany, elektrotechniczny, drzewny i spożywczy.

## Miasta partnerskie
- Chiny: Jingzhou
- Mariany Północne: Saipan